# Chalupník
Chalupník (méně často chalupák, čtvrtláník, německy Häusler, Kleinbauer, Kothsaß, Beisaß, Söldner) bylo označení pro drobného zemědělce. Podle tradičního členění zemědělců (na české vesnici antikvovaného zejména kolektivizací) byl chalupník menším zemědělcem než sedlák (zpravidla majitel statku a větší výměry polí), ale větším než baráčník (ten byl majitelem domku, ale neměl žádná pole, pouze zahrádku okolo domu). Chalupník zpravidla vlastnil usedlost (chalupu) a menší rozlohu polí. Konkrétní výměra kolísá na místě i čase, např. Josef Jungmann uvádí, že chalupníci hospodařívali na výsevku 12–20 korců, Kott uvádí, že od 18. století se za chalupníky považovali ti, co měli do 30 korců polí.
Chalupník je někdy označován jako čtvrtláník (tedy majitel čtvrtiny lánu). Souvislost podle rozměru polností naznačoval jinak uměle vytvořený poměr berních jednotek pro potřeby berní ruly, kde se osedlý (tj. sedlák, základní berní jednotka) rovnal čtyřem chalupníkům a osmi zahradníkům (tj. baráčníkům).
Ve Slezsku se pod pojmem chalupník označuje spíše baráčník (tedy člověk bez vlastních polí).